# Aphaenogaster quadrispina
Aphaenogaster quadrispina é uma espécie de inseto do gênero Aphaenogaster, pertencente à família Formicidae.